# 神次元アイドル ネプテューヌPP
『神次元アイドル ネプテューヌPP』（かみじげんアイドル ネプテューヌ ピーピー）とは、コンパイルハートより2013年6月20日に発売されたPS Vita用ソフトである。北米ではNIS Americaより、『Hyperdimension Neptunia: Producing Perfection』のタイトル名で2014年6月3日に発売された。

## 概要
家庭用コンピュータゲーム機とその業界を擬人化・戯画化した『ネプテューヌシリーズ』の派生作品。RPGであったこれまでのシリーズ作品とは一変し、アイドル育成アドベンチャーゲームである。プレイヤーはシリーズでおなじみの四人の女神から一名を選び、アイドルとして育成する。

## あらすじ
四人の守護女神の力によって平和が保たれていた「ゲイムギョウ界」であったが、新参アイドル「MOB48」のブームが到来したせいで女神に対する人々の信仰心が薄れ、人々の信仰心を源とする女神の力が失われてしまう。女神の力を取り戻すため、四人の女神はアイドルデビューを目指す。

## 登場人物
主人公（名前変更可能）
声 - なし
MOB48の影響でシェアが大きく下がった事に対して危機感を覚えた女神達が異世界から召喚した人物。彼女達から1人を選び、アイドル育成のプロデューサーとして活動する事になる。

### 守護女神
アイドルグループ「MOB48」によってシェアのほぼ全てを奪われており、存続の危機に瀕している。
ネプテューヌ / パープルハート
声 - 田中理恵

ノワール / ブラックハート
声 - 今井麻美

ブラン / ホワイトハート
声 - 阿澄佳奈

ベール / グリーンハート
声 - 佐藤利奈

### 女神候補生
本作では女神化せず、サブキャラクター扱い。
ネプギア
声 - 堀江由衣

ユニ
声 - 喜多村英梨

ロム
声 - 小倉唯

ラム
声 - 石原夏織

## 主題歌
オープニングテーマ「NEXT STAGE!」
作詞・作曲 - 桃井はるこ / 編曲 - 上野浩司 / 歌 - アフィリア・サーガ
エンディングテーマ「パーフェクト☆クエスト」
作詞・歌 - 彩音 / 作曲・編曲 - 渡辺篤弘